# أوغستين-نوربرت مورين
أوغستين-نوربرت مورين هو صحفي وسياسي كندي، ولد في 13 أكتوبر 1803 في مدينة كيبك في كندا، وتوفي في 27 يوليو 1865 في سانت أديل في كندا. نشط حزبياً في Parti rouge ‏. وقد انتخب Member of the  Legislative Assembly of Lower Canada ‏.